# Luce (maskotka)
Luce (od wł. luce – „światło”) – oficjalna watykańska maskotka  Roku Jubileuszowego 2025, po raz pierwszy zaprezentowana 28 października 2024 roku przez arcybiskupa  Rina Fisichellę. Zaprojektowana przez Simona Legno, założyciela marki tokidoki. 
Towarzyszy jej pies Santiano oraz przyjaciele Fe, Xin i Sky. Luce ma symbolizować katolickiego pielgrzyma. Maskotka ma niebieskie włosy oraz oczy, w których widać blask światła w kształcie muszli św. Jakuba. Jest ona ubrana w żółty płaszcz przeciwdeszczowy oraz zielone kalosze ubrudzone błotem. Na szyi nosi różaniec misyjny.
Luce miała również reprezentować Watykan na Lucca Comics & Games w 2024 roku oraz  Expo 2025 w Osace.
Postać zyskała prędko popularność w Internecie stając się bohaterką twórczości fanów oraz memów.